# بوگوتول
شهر بوگوتول (به روسی: Боготол) در کشور روسیه و در کرای کراسنویارسک واقع شده‌است.